# Neuvième circonscription de la préfecture de Chiba
La neuvième circonscription de la préfecture de Chiba (千葉県第9区, Chiba-ken dai-kyū-ku) est l'une des quatorze circonscriptions législatives que compte la préfecture de Chiba au Japon.

## Description géographique
Entre 1994 et 2002, la neuvième circonscription de la préfecture de Chiba regroupait les villes de Sakura, Yotsukaidō et Yachimata et le district d'Inba.
Depuis 2002, elle comprend les villes de Sakura, Yotsukaidō et Yachimata et l'arrondissement de Wakaba de la ville de Chiba,.

## Députés
| Législature | Début de mandat | Fin de mandat | Député élu           | Parti politique | Parti politique |
| ----------- | --------------- | ------------- | -------------------- | --------------- | --------------- |
| 41e         | 1996            | 2000          | Yukio Jitsukawa (ja) |                 | Shinshintō      |
| 42e         | 2000            | 2003          | Ken'ichi Mizuno (ja) |                 | PLD             |
| 43e         | 2003            | 2005          | Ken'ichi Mizuno (ja) |                 | PLD             |
| 44e         | 2005            | 2009          | Ken'ichi Mizuno (ja) |                 | PLD             |
| 45e         | 2009            | 2012          | Sōichirō Okuno (ja)  |                 | PDJ             |
| 46e         | 2012            | 2014          | Masatoshi Akimoto    |                 | PLD             |
| 47e         | 2014            | 2017          | Masatoshi Akimoto    |                 | PLD             |
| 48e         | 2017            | 2021          | Masatoshi Akimoto    |                 | PLD             |
| 49e         | 2021            | 2024          | Sōichirō Okuno       |                 | PDC             |
| 50e         | 2024            | -             | Sōichirō Okuno       |                 | PDC             |